# Constantin de Gortchakoff
Constantin de Gortchakoff (* 11. November 1929 in Algier; † 13. April 2009 in Férolles-Attilly) war ein französischer Architekt.

## Leben und Werk
Der aus einer russischen Fürstenfamilie stammende Konstantin Victorowitsch war der Sohn von Victor Gortschakow, der 1924 nach Frankreich kam, nachdem er von den Kommunisten inhaftiert worden war. Er wurde im Alter von zwei Jahren Vollwaise.
Nach seinem Abschluss an der École nationale supérieure des beaux-arts de Paris im Jahr 1968 arbeitete er an öffentlichen Aufträgen, wie der Bibliothek der Langues orientales.
Nach dem Tod von Édouard Albert im Jahr 1968 beteiligte er sich zusammen mit Urbain Cassan und René Coulon am Projekt für den Campus Jussieu und übernahm mit seinen beiden Kollegen weitgehend das ursprüngliche Projekt, insbesondere den Zamansky-Turm.
Er arbeitete auch für Privatpersonen.

## Bauwerke und Projekte (Auswahl)
- 1970: Zamansky-Turm